# تیم ملی فوتبال ساحلی کره‌جنوبی
تیم ملی فوتبال ساحلی کره‌جنوبی  نماینده کره‌جنوبی در مسابقات بین‌المللی فوتبال ساحلی است.

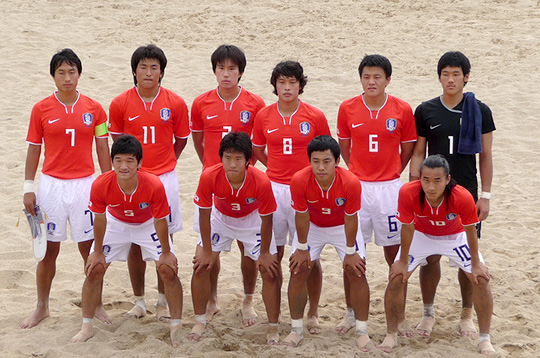
تیم کره‌جنوبی در سال ٢٠٠٨